# Hwang Jae-won
Hwang Jae-won (ur. 13 kwietnia 1981) – południowokoreański piłkarz występujący na pozycji obrońcy. Zawodnik klubu Suwon Samsung Bluewings.

## Kariera klubowa
Hwang karierę rozpoczynał w 2001 roku w drużynie piłkarskiej z uczelni Ajou Unviersity. W 2004 roku trafił do Pohang Steelers z K-League. W 2007 zdobył z nim mistrzostwo Korei Południowej. W 2008 roku wygrał z nim rozgrywki Pucharu Korei Południowej, a w 2009 roku zdobył z zespołem Azjatycką Ligę Mistrzów i Puchar Ligi Południowokoreańskiej. W 2007 roku oraz w 2009 roku został wybrany do jedenastki sezonu K-League.
W 2010 roku odszedł do Suwon Samsung Bluewings, również z K-League.

## Kariera reprezentacyjna
W reprezentacji Korei Południowej Hwang zadebiutował w 2008 roku. W 2011 roku został powołany do kadry na Puchar Azji.